# Gabriele Ferrarini
Gabriele Ferrarini (La Spezia, 9 aprile 2000) è un calciatore italiano, difensore svincolato.

## Caratteristiche tecniche
È un terzino fisico e di qualità, capace di saper coprire tutta la fascia, garantendo ottime prestazioni in ambedue le fasi. Cresciuto nel settore giovanile della Fiorentina, si è fatto subito notare per la sua innata propensione all’assist e per le sue ottime doti di crossatore.

## Carriera

### Club

#### Settore giovanile della Fiorentina
Ha iniziato a giocare per la Fiorentina Under 19 nella stagione 2017-18. Per le ultime tre partite della stagione di Serie A 2018-19 è stato convocato in prima squadra, ma è rimasto in panchina.

#### Prestiti alla Pistoiese e al Venezia
Dalla stagione 2019/2020, la Fiorentina ha deciso di mandarlo in prestito tra Serie C e Serie B: l’anno precedente, il giovane 2001 ha totalizzato 24 presenze, mettendo a referto 1 gol e 3 assist. Nella stagione 2020/21 è in prestito al Venezia di Paolo Zanetti dove, ha trovato soltanto 17 presenze in campionato e 1 assist, arrivato proprio nell’ultima gara tra lagunari e Chievo. Membro apprezzato anche nel giro delle Under della Nazionale italiana, la Fiorentina ne monitora costantemente lo sviluppo, nella speranza di poterlo aggregare presto alla prima squadra.

#### Prestito al Perugia
Rientrato alla Fiorentina, proprietaria del suo cartellino, viene girato in prestito al Perugia, con cui colleziona 32 presenze nel brillante campionato di Serie B degli umbri, che arrivano fino al turno preliminare dei playoff.

#### Prestiti al Monza e al Modena
Il 1 settembre 2022, Ferrarini si è trasferito in prestito al Monza, squadra neopromossa in Serie A. Ha fatto solo due panchine con il Monza senza mai entrare in campo. Il 31 gennaio 2023 passa in prestito al Modena in Serie B.

#### Prestito alla Feralpisalò
Il 22 luglio 2023 viene ceduto in prestito alla Feralpisalò fino al 30 giugno 2024.

### Nazionale
È stato chiamato per la prima volta a rappresentare il suo paese per le amichevoli della squadra Under-18 nel 2017.
È stato inserito nella rosa del Campionato Europeo Under 19 e ha giocato tutte e 3 le partite, le ultime 2 da titolare, poiché l'Italia è stata eliminata nella fase a gironi.
Il 3 settembre 2021 ha esordito con la Nazionale Under-21, giocando da sostituto nella gara di qualificazione vinta 3-0 contro il Lussemburgo.

## Statistiche

### Presenze e reti nei club
Statistiche aggiornate al 9 febbraio 2024.
| Stagione        | Squadra         | Campionato      | Campionato | Campionato | Coppe nazionali | Coppe nazionali | Coppe nazionali | Coppe continentali | Coppe continentali | Coppe continentali | Altre coppe | Altre coppe | Altre coppe | Totale | Totale |
| Stagione        | Squadra         | Comp            | Pres       | Reti       | Comp            | Pres            | Reti            | Comp               | Pres               | Reti               | Comp        | Pres        | Reti        | Pres   | Reti   |
| --------------- | --------------- | --------------- | ---------- | ---------- | --------------- | --------------- | --------------- | ------------------ | ------------------ | ------------------ | ----------- | ----------- | ----------- | ------ | ------ |
| 2019-2020       | Pistoiese       | C               | 24         | 1          | -               | -               | -               | -                  | -                  | -                  | -           | -           | -           | 24     | 1      |
| 2020-2021       | Venezia         | B               | 14+3       | 0          | CI              | 1               | 0               | -                  | -                  | -                  | -           | -           | -           | 18     | 0      |
| 2021-2022       | Perugia         | B               | 31+1       | 1          | CI              | 0               | 0               | -                  | -                  | -                  | -           | -           | -           | 32     | 1      |
| 2022- gen.2023  | Monza           | A               | 0          | 0          | CI              | 0               | 0               | -                  | -                  | -                  | -           | -           | -           | 0      | 0      |
| gen.-giu. 2023  | Modena          | B               | 0          | 0          | CI              | -               | -               | -                  | -                  | -                  | -           | -           | -           | 0      | 0      |
| 2023-2024       | Feralpisalò     | B               | 3          | 0          | CI              | 0               | 0               | -                  | -                  | -                  | -           | -           | -           | 3      | 0      |
| Totale carriera | Totale carriera | Totale carriera | 76         | 2          |                 | 1               | 0               |                    |                    |                    |             | -           | -           | 77     | 2      |